# 2769 Mendeleev
A 2769 Mendeleev (ideiglenes jelöléssel 1976 GZ2) a Naprendszer kisbolygóövében található aszteroida. Nyikolaj Sztyepanovics Csernih fedezte fel 1976. április 1-én. Dmitrij Mengyelejev orosz vegyészről és feltalálóról,  a periódusos rendszer megalkotójáról nevezték el.